# Robsie Richter
Robert Richter (* 22. Juni 1964 in Straubing), bekannt als Robsie Richter, ist ein deutscher Autor, Lyriker, Verleger und Musiker aus Hanau. Er gilt als einer der Vorreiter, Begründer und Hauptakteure der Social-Beat-Bewegung.

## Karriere

### Musik
In den frühen 90er Jahren spielte er Gitarre in der Ramones-Tribute-Band The Acid Eaters.
1996 gründet er die Garage- und Surf-Band Los Wrestling Mariachis, bei der u. a. auch Reverend Schulzz mitspielte. Nachdem Schulzz die Band verlassen hatte benannte sich die Band in The Pirates of Venus um. Im Laufe ihres über 20-jährigen Bestehens spielte die Band mehrere hundert Konzerte im gesamten Bundesgebiet.
Seit einigen Jahren tritt Richter unter dem Pseudonym Roky Lugosi als "Punk-Liedermacher" solo auf. Bei Auftritten wird er hierbei regelmäßig von Volker Amik auf der Cajón begleitet.
Richter ist außerdem seit 2008 Kopf der Horror-Punk-Band Jonny Hates Rock. Die Band selbst nennt ihren Stil No-Core-Acid-Punk. Am 10. November 2017 veröffentlichten Jonny Hates Rock ihr Debütalbum Canciones Serias para Noches Tristes auf dem Hanauer Independent-Label Interaural Audio. Cover und Beiheft der CD wurden von dem Hanauer Comickünstler Rautie gestaltet.
Seit 2013 ist Richter Mitveranstalter der Hanauer Song Slams.

## Biografisches und Privatleben
Richter wurde in Straubing geboren. Im Teenageralter zog er zu seiner Mutter ins hessische Langenselbold. 1984 zog Richter nach Hanau, wo er bis heute lebt und arbeitet. Er besuchte die Karl-Rehbein-Schule in Hanau, wo er 1984 das Abitur ablegte.
Richter ist verheiratet und hat einen Sohn.

## Werke
- ...aber das Bier schmeckt noch genau wie vorher! Laue Verlag, Hanau 1986, ISBN 978-3-926156-00-6
- Wozu soll ich nach New York – Gedichte und Stories vom Untergang. Bierbauch Verlag, Hanau 1989
- In den Katakomben ist es noch ruhig – Gedichte und Stories aus einer toten Stadt. Verlag Robert Richter / Kopfzerschmettern Medien, Hanau 1992, ISBN 978-3-9803027-0-8
- Blut für Xipe Totec. Cracked Egg Verlag, Heidelberg 1994, ISBN 978-3-910067-58-5
- Willkommen in unserer Stadt. Ariel Verlag, Riedstadt 1996, ISBN 978-3-930148-07-3
- Land der Seelenfresser. Verlag Robert Richter / Kopfzerschmettern Medien, Hanau 1998, ISBN 978-3-9803027-9-1
- Blut für Xipe Totec – Mexikanische Gedichte. Edition Roadhouse, Hannover 2000
- Neue Opfer für Chac Mool – Neue mexikanische Gedichte. Edition Roadhouse, Hannover 2000
- Chiapas! Roman. G. Meyers Taschenbuchverlag, Hanau 2001, ISBN 978-3-934193-43-7
- Schatten. Verlag Robert Richter / Kopfzerschmettern Medien, Hanau 2012, E-Book
- Auf einem Papierschiff im Atlantik. Rodneys Underground Press, Dortmund 2016
- Die Russen kommen – Und andere Punkrock-Gedichte. Gonzo Verlag, Mainz 2017, ISBN 978-3-944564-23-4

- Wenn ich James Steward gewesen wäre. Gedichte. Rodneys Underground Press, Dortmund 2022

Im Verlag Robert Richter / Kopfzerschmettern Medien erschienene Werke anderer Autoren
- Hadayatullah Hübsch Die Batschkapp-Gedichte. Hanau 1993, ISBN 978-3-9803027-1-5
- Grobilyn Marlowe Die dunkle Seite eines Hippies. Hanau 1996, ISBN 978-3-9803027-6-0
- Malte S. Sembten Variationen in Nachtgrau und Fleischrot. 1997 ISBN 3-9803027-8-4
- Grobilyn Marlowe Killeralgen-Blues. Hanau 1999, ISBN 978-3-932442-00-1
- Malte S. Sembten Die ein böses Ende finden. Hanau 2000, ISBN 3-932442-01-6
- Martin Compart 2000 light years from home. Hanau 2004, ISBN 978-3-932442-06-3
- Malte S. Sembten Morbus Sembten. Hanau 2007, ISBN 3-932442-07-5
- Chris Hyde Sackratten Blues – Letzte Stories. Hanau 2011, ISBN 978-3-932442-08-7
- Wenske/Hyde Red Rooster, Leben und Tod des Hanauer Rockmusikers Manny Herrmann. Hanau 2017, ISBN 978-3-932442-15-5

Im Verlag Robert Richter / Kopfzerschmettern Medien erschienene Anthologien
- Horror Asparagus. Hanau 1995, ISBN 978-3-9803027-4-6
- Andreas Kasprzak (Hrsg.) Der Blutfalter – Horrorgeschichten. Hanau 1996, ISBN 978-3-9803027-5-3
- Malte S. Sembten (Hrsg.) m@usetot – Furchtbar fiese Webgeschichten. Hanau 2002, ISBN 978-3-932442-03-2
- Malte S. Sembten (Hrsg.) m@usetot 2.0 – Das Update. Hanau 2003, ISBN 978-3-932442-05-6
- Die Alptraumfabrik: Unheimliche Kinogeschichten. Hanau 2003, ISBN 978-3-932442-02-5

Von Robert Richter veröffentlichte Tonkasetten
- Robsie Richter Einsam die Städte. Text und Geräuchcollagen, Hanau 1990
- Verschiedene Die Angst der Regenwürmer. Kopfzerschmettern Sondernummer 1, Hanau 1991
- Verschiedene Grüße aus Atomic Hanau. Kopfzerschmettern Sondernummer 2, Hanau 1991

Mit Jonny Hates Rock
- Canciones Serias para Noches Tristes. CD, Interaural Audio, Hanau, 2017

Als Roky Lugosi
- You Make Me Cry / King Of The Bench. 7'' Single, Interaural Audio, Hanau, 2024